# (31478) 1999 CJ45
1999 CJ45 (asteroide 31478) é um asteroide da cintura principal. Possui uma excentricidade de 0.16089920 e uma inclinação de 7.17621º.
Este asteroide foi descoberto no dia 10 de fevereiro de 1999 por LINEAR em Socorro.